# El Paquete Semanal
El Paquete Semanal o El Paquete es una colección de material digital distribuido aproximadamente desde 2008 en el mercado clandestino de Cuba como sustituto del Internet de banda ancha y de la propia televisión cubana.
Se pueden adquirir solo ciertas partes del paquete, a menor precio. Su distribución es ilegal, aunque tolerada por el gobierno cubano. El Paquete Semanal puede compararse con un streaming en cuanto a los contenidos que ofrece.
Se desconoce quién está detrás de la compilación del material. En el Paquete no hay material antigobierno, subversivo, obsceno o pornográfico, centrándose en contenido de entretenimiento y educativo.

## Contenido
El paquete en sí mismo es 1 terabyte de entretenimiento digital que incluye entre otros materiales (pirateados o descargados):
- Juegos
- Aplicaciones para móviles
- Aplicaciones para PC
- Revolico (mercado online cubano de compra y venta)[7]
- Lo último (Red de redes)
- Actualización antivirus
- Animados (La casa de Mickey Mouse, Art Attack, Dora la exploradora entre otros)
- Nickelodeon Kids’ Choice
- Reality Shows (los que estén en el momento en otras cadenas de TV La Voz Kids (España), La Voz Kids (Estados Unidos), La voz (concurso), entre otros)
- Novelas en transmisión (las que estén transmitiéndose en otras cadenas; en estos momentos adquieren altos niveles de preferencias las Turcas como  Paramparça, Fatmagul, O Hayat Benim, Aşk ve Ceza, y Muhteşem Yüzyıl Kösem)
- Series en transmisión (las que estén transmitiéndose en otras cadenas; en estos momentos las más seguidas son The Walking Dead, Into the Badlands, y Teen Wolf)
- Series finalizadas por temporadas
- Sección cristiana (Luz Visión TV)
- Deporte semanal (Alta calidad)
- Documentales
- Humor
- Mangas (Anime)
- Películas estrenos HD
- Trailers
- Ciclo de Filmes por Actores
- Ciclo de Filmes por Género
- Cinemateca Cubana (Materiales de la TV Cubana)
- Películas asiáticas
- Películas en alta calidad en HD
- Películas españolas
- Películas indias
- Películas Mexicanas
- Cuba se entera (Diarios cubanos, Gaceta y otros)
- Revistas (Organizadas)
- Discografía en MP3
- Música MP3 (Estrenos)
- Musicales Videoclips  (Estrenos)

## Sistema del Paquete
En Cuba los medios de comunicación son controlados por el estado. Pese a su reciente acercamiento con Estados Unidos, Cuba tenía una muy baja penetración de Internet (sólo un 5 % de los cubanos tenía acceso a la Red). Por esas razones servicios como el Paquete semanal han surgido en la isla en los últimos años. Incluso, en febrero de 2017 se lanzó un sitio web que mostraba semanalmente el contenido del paquete.
El material es reunido, organizado y transferido por una red de distribuidores a lo largo del país. Normalmente es entregado a domicilio o en una estación de recogida, que puede ser la parte trasera de un almacén de telefonía móvil.
Normalmente se distribuye como un disco duro externo de 1 terabyte. Los sábados y domingos el Paquete de 1 terabyte tiene un precio de 50 pesos cubanos y los días restantes 40, aunque si quieres servicio a domicilio el precio será de 50 pesos cualquier día de la semana. Junto al costo por suscripción, la fuente de ingresos del Paquete consiste en una sección de avisos clasificados llamada Revolico.
Se especula que la distribución de este «Paquete» mueve entre 2 y 4 millones de dólares al mes, convirtiéndose en el mayor empleador del sector privado cubano, aunque en estado de informalidad.

## Situación legal
Tanto distribuidores como consumidores explican que los Paquetes Semanales se mueven en una zona gris de legalidad. La exclusión de cierto tipo de materiales, como pornografía y contenido antigobierno, ha provocado que las autoridades no hayan intervenido en la prohibición del Paquete.
El Gobierno cubano ha estado en contra el Paquete. Las críticas del Gobierno están dirigidas al contenido banal de muchos programas incluidos en la compilación. La mayor preocupación de las autoridades, sin embargo, es que este material no puede ser sometido a la censura, porque va de persona en persona, siendo difícil de interceptar.
Como una alternativa al Paquete, el gobierno cubano ha impulsado estrategias como «Mi Mochila», que incluye contenidos seleccionados por el Gobierno.
Fundado en agosto de 2014, el programa Mi Mochila fue desarrollado por los Joven Club como el competidor oficial del Paquete. Según el director general de los Joven Club, Raúl Vantroi Navarro Martínez, es "un paquete con un concepto más cultural", una iniciativa para enfrentar "la chabacanería y lo banal" en la distribución alternativa de series, aplicaciones, libros, música, películas, cursos, juegos y animados que circulan de mano en mano. El objetivo de los promotores de Mi Mochila también es frenar la circulación de materiales críticos con el Gobierno cubano.
Con un tamaño que oscila entre los 300 y los 350 gigabytes, la mochila incluye una variedad de carpetas llamadas Videojuegos, Informática, Deportes, Cine, Música, Literatura, Artes escénicas, Artes plásticas, Humor, Infantiles, Servicios, Educativos y Audiovisuales. Se tenía pensado que su distribución gratuita y su disponibilidad en todas las cabeceras provinciales, deberían convertir a la Mochila en una opción difícil de imitar desde el mercado ilegal de información.
Sin embargo, la iniciativa ha debido enfrentarse a la pobre distribución, la suspicacia de los usuarios y el poco dinamismo de las instituciones, que mantienen estancado al proyecto.
Miguel Díaz-Canel, miembro del Buró Político del Partido y primer vicepresidente de los Consejos de Estado y de Ministros, expuso en una sesión del Consejo Nacional de la Federación Estudiantil Universitaria (FEU) que este asunto plantea a los cubanos un desafío en el consumo cultural. "A nosotros no nos molesta el paquete como idea, pero sí los valores, la cultura y los modos de actuación que pueda transmitir", argumentó. "Es verdad que tenemos carencias, pero hace más de dos años en la intranet del Ministerio de Educación Superior están las cien mejores películas de la historia del cine y no es ahí donde más vamos a buscar nuestros contenidos", señaló.
Al referirse a este fenómeno, Abel Prieto Jiménez, asesor del presidente de los Consejos de Estado y de Ministros, manifestó en la misma reunión que uno de los engaños del Paquete está en que dan la idea de que la persona escoge lo que quiere consumir, pero lo hace a partir de los paradigmas que impone la industria hegemónica del entretenimiento. "Se piensa que porque el "paquete" trae distintos tipos de películas, series, documentales, reality-show, la persona puede seleccionar o tiene algún tipo de libertad, pero cuando uno analiza el mensaje de los materiales, tanto desde el punta de vista estético como ideológico, muchos están asociados a la banalidad y a un concepto del entrenamiento vinculado a la degradación de las personas", aseveró.